# ميلر أندرسون (مغني)
ميلر أندرسون (بالإنجليزية: Miller Anderson)‏ هو موسيقي ومغني بريطاني، ولد في 12 أبريل 1945 في Renfrewshire ‏ في المملكة المتحدة.

## وصلات خارجية
- الموقع الرسمي
- ميلر أندرسون على موقع IMDb (الإنجليزية)
- ميلر أندرسون على موقع ميوزك برينز (الإنجليزية)
- ميلر أندرسون على موقع أول ميوزيك (الإنجليزية)
- ميلر أندرسون على موقع ديسكوغز (الإنجليزية)